# Roehampton
Roehampton este o suburbie din cadrul regiunii Londra Mare, Anglia, situată în sud-vestul aglomerației londoneze. Roehampton aparține din punct de vedere administrativ de burgul londonez Wandsworth